# Deuteragonista stigmatica
Deuteragonista stigmatica är en tvåvingeart som beskrevs av Collin 1933. Deuteragonista stigmatica ingår i släktet Deuteragonista och familjen dansflugor. Inga underarter finns listade i Catalogue of Life.